# جولیا استورز
جولیا استورز (به انگلیسی: Julia Stowers) (زادهٔ ۱۸ مارس ۱۹۸۲) شناگر اهل ایالات متحده آمریکا است.